# Hans Leygraf
Hans Leygraf (* 7. September 1920 in Stockholm; † 12. Februar 2011 ebenda) war ein schwedischer Pianist, Komponist und Dirigent.

## Leben
Hans Leygraf, Sohn deutsch-österreichischer Eltern, trat im Alter von neun Jahren erstmals als Pianist mit den Stockholmer Philharmonikern öffentlich auf. Im Alter von zwölf Jahren gab er seinen ersten Soloabend.
Leygraf studierte Klavier bei Gottfrid Boon in Stockholm und bei Anna Hirzel-Langenhan in der Schweiz. Des Weiteren absolvierte er ein Kompositions- und Dirigierstudium an der Hochschule für Musik und Theater München und der Königlichen Musikhochschule in Stockholm.
1967 gründete er das Leygraf Klavierquartett, mit dem er in vielen Ländern Europas, in der UdSSR und in Japan konzertierte. Schwerpunkt dieser Konzertreisen waren die Klavierquartette von Wolfgang Amadeus Mozart.
Als Solist veröffentlichte er mehrere Schallplatten mit Werken von Joseph Haydn, W. A. Mozart, Franz Schubert, Frédéric Chopin, Claude Debussy, Wilhelm Stenhammar und Béla Bartók.
Neben den Werken Mozarts richtete Leygraf seine Konzerttätigkeit besonders auf die Werke schwedischer Komponisten wie Dag Wirén, Lars-Erik Larsson, Gunnar de Frumerie und Wilhelm Stenhammar.
In den 1940er Jahren veröffentlichte er auch eigene Klavier- und Kammermusik-Kompositionen.
Seit 1956 wirkte Leygraf als Musikpädagoge u. a. an der Internationalen Sommerakademie Mozarteum Salzburg, seit 1962 an der Hochschule für Musik, Theater und Medien Hannover, 1973 und 1975 an der Musikhochschule Stockholm, 1976 und 1981 an der Musikhochschule in Tokio und 1981 an der Musikhochschule in Taipeh. In den Jahren 1972 bis 1990 war er ordentlicher Professor an der Musikhochschule Mozarteum, wo er bis September 2007 eine Klavierklasse für internationale Spitzenbegabungen leitete. Seit 1990 war er emeritiert, lehrte aber auch als Gastprofessor an der Hochschule der Künste Berlin, heute Universität der Künste.

## Ehrungen
- Ehrenmitglied der Universität Mozarteum, Salzburg
- Träger des Königlichen Vasa-Ordens
- Träger des Litteris et Artibus
- Ordentliches Mitglied der Königlich Schwedischen Musikakademie